# Pippis
Pippis var ett svenskt dansband från Hede i Härjedalen som var aktiva på 70- och 80-talet. Dansbandslåten "Gråt inga tårar", som komponerades av gruppmedlemmen Åke Hallgren, spelades in på bandets debutalbum Ordning på torpet från 1975.

## Medlemmar
- Åke Hallgren - sång, gitarr, saxofon
- Bengt Bengtsson - sång, orgel, piano, synthesizer
- Sven-Göran "Svenne" Runmon - sång, gitarr
- Bo "Bosse" Långström - sång, basgitarr
- Gillis Blomqvist - sång, trummor[4]

## Diskografi
- 1975 – Ordning på torpet
- 1976 – De svänger
- 1977 – Fyllda segel
- 1986 – Det brinner inom mej
- 1987 – När tankarna kommer